# NGC 2887
NGC 2887 je galaksija u zviježđu Kobilici.

## Vanjske poveznice
- SEDS: NGC 2887